# بارتولومئو مونتاگنا

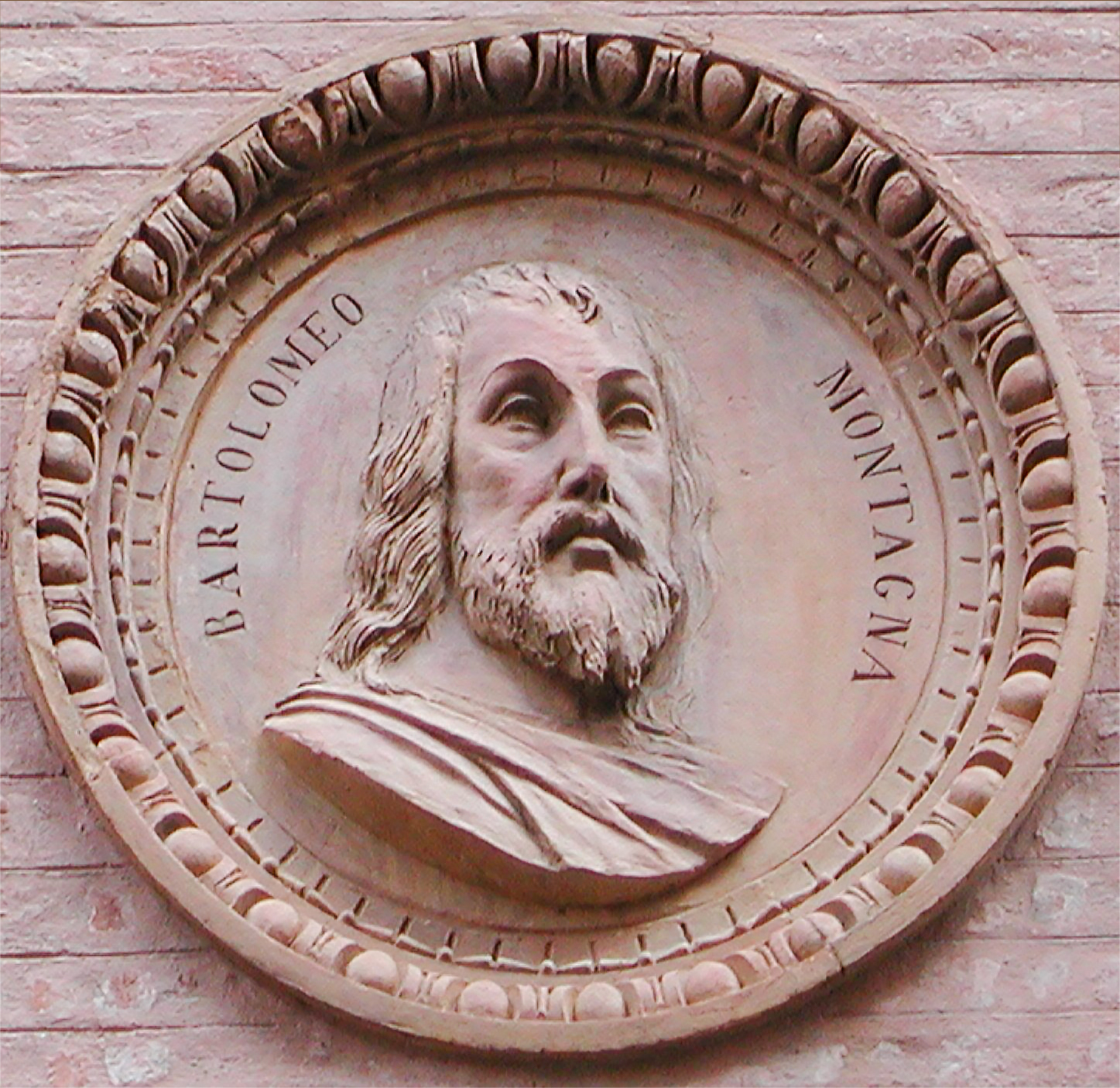
نقش برجسته Bartolomeo Montagna در Palazzo Thiene در Vicenza

بارتولومئو مونتاگنا (زاده ۱۱ اکتبر ۱۴۵۰-درگذشته ۱۱ اکتبر ۱۵۲۳) یک نقاش رنسانس ایتالیایی بود که عمدتاً در ویچنزا کار می‌کرد. وی همچنین در ونیز، ورونا و پادوا آثاری را تولید کرد. وی بیشتر به خاطر مادوناهای بسیار مشهور است و کارهایش به دلیل شکل‌های نرم و به تصویر کشیدن معماری مرمر غیرعادی مشهور هستند.

## زندگی
او بارتولومئو سینکانی به دنیا آمد و بعدها نام خود را به بارتولومئو مونتانیا تغییر داد. اولین گزارش مکتوب شناخته شده از وجود او مربوط به سال ۱۴۵۹ است و او را به عنوان خردسال ذکر می‌کند. اولین سند شناخته شده از او به عنوان یک فرد بالغ در سال ۱۴۸۰ به عنوان شاهد وصیت نامه است. تفاوت در دو سند در مورد اموال پدرش از ۱۴۶۷ و ۱۴۶۹ نشان می‌دهد که او بین این دو سال بالغ شده‌است. دلیل فقدان اسناد رسمی تولد او و سردرگمی در مورد سن بلوغ قانونی در ویچنزا در آن زمان، بحث‌های زیادی در مورد تاریخ تولد واقعی او وجود دارد. برخی از محققان در مورد نزدیک به ۱۴۵۰ اتفاق نظر دارند و برخی دیگر او را نزدیک به ۱۴۵۳–۱۴۵۴ می‌دانند.
خانواده او در برشا، ایتالیا سرچشمه گرفتند و بعداً در حدود سال ۱۴۵۰ به بیرون نقل مکان کردند و سپس در سال ۱۴۶۰ در ویچنزا مستقر شدند. برادرش، بالدیسرا، زرگر بود. بیشتر عمرش تا زمان مرگش ساکن ویچنزا بود و در خانه‌ای زندگی می‌کرد که مستقیماً روبروی کلیسای سن لورنزو در سال ۱۴۸۴ خرید. حرفه ای به عنوان یک نقاش در سال ۱۵۰۹، او از Vicenza به پادوا نقل مکان کرد به احتمال زیاد به دلیل جنگ در Vicenza، و تا ۱۵۱۴. باقی مانده وجود دارد. هویت همسرش مشخص نیست اما آنها سه پسر داشتند. یکی از پسران او، بندتو مونتانیا، نیز هنرمندی بود که به خاطر حکاکی‌هایش مشهور بود. دو پسر دیگر او، فیلیپو و پائولو در برخی قراردادها ذکر شده‌اند اما در وصیت نامه او غایب هستند. بارتولومئو از Montagna درگذشت در ۱۱ اکتبر ۱۵۲۳ او اکثر اموال خود را و عمل خود را به پسر خود، بندتو است.